# Дженифър Морисън
Дженифър Мари Морисън (на английски: Jennifer Marie Morrison) (родена на 12 април 1979 г.) е американска актриса, най-известна с ролята си на д-р Алисън Камерън в серила „Д-р Хаус“. Изпълнява ролята на Зоуи в шестия сезон на „Как се запознах с майка ви“. Играе главната роля на Ема Суон в сериала „Имало едно време“ по Ей Би Си.

## Личен живот
През 2004 Морисън започва да се среща с Джеси Спенсър, с когото си партнира в „Д-р Хаус“. Той ѝ предлага годеж на Айфеловата кула на 23 декември 2006 г. През август 2007 двамата отменят годежа.